# エマニュエル・サノン
エマニュエル・サノン（Emmanuel Sanon、1951年6月25日 - 2008年2月21日）は、ハイチのサッカー選手。

## 経歴
1974年にドイツで開催されたFIFAワールドカップにハイチ代表として予選を勝ち上がり、本戦出場を決めた。予選の1試合目では無失点記録を持っていたGKディノ・ゾフのイタリア代表と対戦、試合は1-3で敗れたものの後半開始直後に先制ゴールを決めて無失点記録を1143分で終わらせた。その後の試合もポーランドに0-7で敗れ、アルゼンチンでも1得点したが1-4で敗れ予選敗退している。
大会後はベルギーのジュピラーリーグのチーム、KベールスホットVACへと移籍し活躍を収めた。その後アメリカ合衆国内のチームでプレーし、1983年に引退している。1999年から2000年まではハイチ代表の監督を務めCONCACAFゴールドカップなどに出場した。
2008年2月21日、アメリカ合衆国のフロリダ州オーランドで膵癌により56歳で亡くなった。